# Xie Siyi
Xie Siyi (født 28. marts 1996) er en kinesisk udspringer.
Han repræsenterede Kina under sommer-OL 2020 i Tokyo, hvor han vandt guld på 3 meter og 3 meter synkront.
Under Sommer-OL 2024, der blev afholdt i Paris, vandt han guld.